# Assaphalla
Assaphalla is een geslacht van hooiwagens uit de familie Assamiidae.
De wetenschappelijke naam Assaphalla is voor het eerst geldig gepubliceerd door Martens in 1977. Assaphalla is een hooiwagen uit de familie aardhooiwagens (Assamiidae).

## Soorten
Assaphalla was monotypisch, maar sinds uitgebreid tot:
- Assaphalla arunensis
- Assaphalla peralata